# القلعة (قنا)
قرية القلعة هي إحدى القرى التابعة لمركز قفط في محافظة قنا في جمهورية مصر العربية. حسب إحصاءات سنة 2006، بلغ إجمالي السكان في القلعة 11511 نسمة، منهم 6041 رجل و5470 امرأة.

## مشاهير القلعة
- الشاعر أمل دنقل